# Alfred Pérez de Tudela i Molina
Alfred Pérez de Tudela i Molina (Jerez de los Caballeros, província de Badajoz, 6 d'octubre de 1946) és un polític català, diputat al Parlament de Catalunya en la IV Legislatura i al Congrés dels Diputats en la VI Legislatura.

## Biografia
Establert a Valls, hi treballà com a professor de Formació Professional. Militant del PSC-PSOE, n'ha estat membre del Consell Nacional i primer secretari de l'Agrupació del Valls/Alt Camp.
A les eleccions municipals espanyoles de 1983 fou escollit tinent d'alcalde de l'Ajuntament de Valls pel PSC-PSOE, així com alcalde de Valls a les eleccions municipals espanyoles de 1991. De 1988 a 1991 també fou nomenat vicepresident tercer del Consell Comarcal de l'Alt Camp.
Fou elegit diputat per la província de Tarragona a les eleccions al Parlament de Catalunya de 1992 i ha estat Membre de la Comissió Mixta de Traspassos i Transferències Estat - Generalitat, de la Comissió de Coordinació de les
Policies Locals i del Consell Català de l'Esport.
Posteriorment fou elegit diputat a les eleccions generals espanyoles de 1996. De 1996 a 2000 ha estat vocal de la Comissió d'Indústria, Energia i Turisme, de la Comissió de Règim de les Administracions Públiques i de la Comissió de Medi Ambient.